# 1968年バスケットボール女子アジア選手権
1968年バスケットボール女子アジア選手権（The 2nd Basketball Asia Championship for Women）は、台湾の台北市で開催された第2回バスケットボールアジア女子選手権。7月22日から31日までの期間で開催された。

## 最終結果
| 順位 | 国           |
| ---- | ------------ |
| 1    | 韓国         |
| 2    | 日本         |
| 3    | 台湾         |
| 4    | タイ         |
| 5    | マレーシア   |
| 6    | フィリピン   |
| 7    | 香港         |
| 8    | シンガポール |